# Mark Oppenheimer
Mark Oppenheimer est un auteur américain.
Il est le rédacteur en chef de Religion and Politics, une revue en ligne du John C. Danforth Center on Religion and Politics de l'université Washington de Saint-Louis. Il est l'ancien chroniqueur des croyances pour le New York Times, et a contribué à de nombreux magazines, dont The Nation, Mother Jones, The New Republic, et The New York Times Magazine.

## Ouvrages
- Squirrel Hill: The Tree of Life Synagogue Shooting and the Soul of a Neighborhood[3].
- Wisenheimer: A Childhood Subject to Debate[4].
- Knocking on Heaven's Door: American Religion in the Age of Counterculture (2003)[5].
- The Newish Jewish Encyclopedia (2019)[6] (avec Liel Leibovitz and Stephanie Butnick).